# 野上翔
野上 翔（のがみ しょう、1988年9月4日 - ）は、日本の男性声優。大分県別府市出身。ヴィムス所属。

## 略歴
代々木アニメーション学院福岡校、日本ナレーション演技研究所出身。
アニメのデビュー作は『一週間フレンズ』の長谷祐樹の同級生役。中学2年生の時、陸上部に所属していたが、夏休み前に怪我をし退部した。夏休みにプレイしていたゲームのエンドロールを見ていたところ、キャラクターの横にそれとは異なる名前の記載に気づき、声優という職業があることを知る。それがきっかけとなり、声優になることを決めた。高校卒業後、福岡県の専門学校に通い始めた。

## 人物
趣味は洋服や小物などのウインドウショッピング・特撮（仮面ライダー）。特技はクレーム対応、手を使わずに瞼を二重にすること。漢字検定3級の資格を持っている。
尊敬する声優（俳優）は山口勝平、下野紘、藤原貴弘、榎木淳弥、TEAM NACSである。
好きなテレビ番組は『水曜どうでしょう』。座右の銘は「常に初陣」。上京した際に同番組を見ていたところ、尊敬している大泉洋が発言しており、印象に残ったため。
好きなゲームには『テイルズ オブ シリーズ』や『NO MORE HEROES』などを挙げている。

## 出演
太字はメインキャラクター。

### テレビアニメ
2014年
- 遊☆戯☆王ARC-V（2014年 - 2017年、LDSのメンバー、大伴、落語デュエリスト、管制官、アユの父 他）
- 一週間フレンズ。（クラスメイト）

2015年
- 境界のRINNE（2015年 - 2017年、鬼事務員、社員A） - 2シリーズ
- 食戟のソーマ（2015年 - 2017年、男子学生E、お客A、青年、男子生徒C） - 3シリーズ
- アルスラーン戦記（兵士）
- うたの☆プリンスさまっ♪ マジLOVEレボリューションズ（通行人）
- 青春×機関銃（ヤマグチ）
- モンスター娘のいる日常（客B）
- ランス・アンド・マスクス（男たち、男子学生たち）
- コメット・ルシファー（グエン・ゴウ、オペレーター）
- 機動戦士ガンダム 鉄血のオルフェンズ（2015年 - 2017年、少年兵、鉄華団団員、ヒューマンデブリ） - 2シリーズ

2016年
- 最弱無敗の神装機竜（野盗B）
- プリンス・オブ・ストライド オルタナティブ（椿町高校選手、クラスメイト）>
- カミワザ・ワンダ（ターボミン、ドライミン、オリガミン、コピミン、テングミン、マッサージ店員 他）
- ふらいんぐうぃっち（レポーター）
- 坂本ですが?（不良）
- はんだくん（林友明、男子生徒）
- 斉木楠雄のΨ難（男優、男子生徒、男子生徒B、不良D）
- アクティヴレイド -機動強襲室第八係- 2nd（犯人B）
- ねじ巻き精霊戦記 天鏡のアルデラミン（バジン）
- タイムボカン24（キジ）

2017年
- ベイブレードバースト（水面ナオキ）
- MARGINAL#4 KISSから創造るBig Bang（スタッフ）
- クラシカロイド（男、若者、バッハ化した人々）
- 風夏（バンドメンバー）
- スタミュ（お嬢様役）
- 魔法陣グルグル（ゲイル）
- デジモンユニバース アプリモンスターズ（アナウンサー）
- アイドルマスター SideM（伊瀬谷四季）
- クジラの子らは砂上に歌う（アイジロ）
- 干物妹!うまるちゃんR（実況）
- TSUKIPRO THE ANIMATION（2017年 - 2021年、久我壱流） - 2シリーズ
- 妖怪アパートの幽雅な日常（男子生徒A）
- 僕の彼女がマジメ過ぎるしょびっちな件（笑澤慎吾）

2018年
- citrus（雨宮先生）
- 覇穹 封神演義（呂能、慈航道人）
- モンスターハンター ストーリーズ RIDE ON（BR隊員B）
- ハイスクールD×D HERO（ゲオルク）
- グランクレスト戦記（見張り）
- はたらく細胞（2018年 - 2021年、赤血球2、一般細胞2） - 2シリーズ
- 遊☆戯☆王VRAINS（水沼龍二郎）
- 京都寺町三条のホームズ（克実）
- 邪神ちゃんドロップキック（スカウトマン）
- アイドルマスター SideM 理由あってMini!（伊瀬谷四季）
- やがて君になる（堂島卓）
- とある魔術の禁書目録III（マネジメント）

2019年
- けだまのゴンじろー（2019年 - 2020年、けんちゃん、たっつんのSP(2)、司会者）
- Mr.Shadow（黄系）
- からかい上手の高木さん（2019年 - 2022年、オオワキ、場内アナウンス） - 2シリーズ
- ゾイドワイルド ZERO（2019年 - 2020年、レオ・コンラッド）
- 星合の空（曽我輝）

2020年
- A3!（迫田ケン） - 2シリーズ
- あひるの空（柳原、香坂）
- 炎炎ノ消防隊 弐ノ章（第4隊員）
- ヒーリングっど♥プリキュア（浮間）

2021年
- プレイタの傷（烏末ジン）
- 転生したらスライムだった件（キョウヤ・タチバナ）
- 2.43 清陰高校男子バレー部（矢野目慶太）
- ホリミヤ（男子生徒）
- イジらないで、長瀞さん（2021年 - 2023年、男主人公、男A） - 2シリーズ

2022年
- ダンジョンに出会いを求めるのは間違っているだろうかIV 新章 迷宮篇（獣人弟）
- 夫婦以上、恋人未満。（賀茂貞春）
- BLEACH 千年血戦篇（死神）
- 魔入りました!入間くん（2022年 - 2023年、ニロ、一つ目生徒、仲魔）

2023年
- お隣の天使様にいつの間にか駄目人間にされていた件（男子生徒）
- ドラえもん（テレビ朝日版第2期）（浪人生）
- 帰還者の魔法は特別です（生徒）

2024年
- ダンジョン飯（ドニ）
- 即死チートが最強すぎて、異世界のやつらがまるで相手にならないんですが。（ライニール）
- WIND BREAKER（2024年 - 2025年、高梨司） - 2シリーズ
- 黒執事 -寄宿学校編-（学生）
- 鬼滅の刃 柱稽古編
- 転生貴族、鑑定スキルで成り上がる（レング・サレマキア）
- 魔王2099（男優B）
- 村井の恋（男子生徒）

2025年
- ハニーレモンソーダ（男友達）
- ニートくノ一となぜか同棲はじめました（中山透、常連客）
- 異修羅（カヌート）
- 完璧すぎて可愛げがないと婚約破棄された聖女は隣国に売られる（ピルツの息子）
- 陰陽廻天 Re:バース（イルカ）
- SAKAMOTO DAYS（男）

### 劇場アニメ
- きみと、波にのれたら（2019年、男F）
- 劇場版 からかい上手の高木さん（2022年）

### OVA
- 幽☆遊☆白書 TWO SHOTS（2018年、田坂）

### Webアニメ
- モンストアニメ 消えゆく宇宙編（2017年、黄泉）
- 天下統一恋の乱〜出陣！雑賀4人衆〜（2018年、雲雀[26]）
- ベイブレードバースト スパーキング（2020年 - 2021年、グン、ハイペリオン）

### ゲーム
2014年
- 蒼き雷霆 ガンヴォルト（2014年 - 2022年、パンテーラ〈男性体〉） - 3作品
- 激突!ブレイク学園（軒寄 持善、又滝駿、千江良ルミン）
- 天空のクラフトフリート（ファルコ、ライズ、チェス）

2015年
- アイドルマスター SideM（2015年 - 2023年、伊瀬谷四季）
- クイズRPG 魔法使いと黒猫のウィズ（2015年 - 2016年、ラス・ウォルシュ 他）
- 初恋の歌
- 夢王国と眠れる100人の王子様（クラウン）

2016年
- Code:Realize 〜祝福の未来〜（パッシー・モンブラン）
- 遊☆戯☆王デュエルモンスターズ 最強カードバトル!
- ユバの徽（ダムル）

2017年
- キズナストライカー!（夜宵リョウ）
- A3!（迫田ケン）
- テイルズ オブ アスタリア（伊瀬谷四季）
- Song of Memories（神代湊斗）
- キャプテン翼 〜たたかえドリームチーム〜（ミシェル山田、アルベス）
- 神式一閃 カムライトライブ（カルイカネ）
- 星界神話 -ASTRAL TALE-（ヤマト）
- アイドルマスター SideM LIVE ON ST@GE!（2017年 - 2020年、伊瀬谷四季）
- Black Survival（雪、JP）
- Code:Realize 〜白銀の奇跡〜（パッシー・モンブラン）

2018年
- ソードアート・オンライン フェイタル・バレット
- GALTIA V Edition（レオ・ブライトナー）
- 三極ジャスティス（鈴木遊星）
- シンエンレジスト（アベル）
- アークザラッドR（コンラート）
- 暁のエピカ -Union Brave-（【妖蛇の太刀使い】ヤマト）
- あやかし恋廻り（楽久）
- プリンセスコネクト！Re:Dive（2018年 - 2019年、現場監督、王宮騎士）
- バハムートラビリンス（ソクラテス）

2019年
- デビルブック（ジーノ）
- セブンズストーリー（アマドゥス）
- フードファンタジー（バター茶）
- 禍つヴァールハイト（エーヴァルト）
- リンクスリングス（カイト）
- 幻奏喫茶アンシャンテ（ドローミ）
- ルチアーノ同盟（アッソ）

2020年
- サンクタス戦記-GYEE-（ランド、長治、バーナード）
- De: Lithe 〜忘却の真王と盟約の天使〜（フェイゲン・スリンドン）
- 東京放課後サモナーズ（ホルス）
- エンゲージソウルズ（カズマ）
- Lost Kiss 〜カレと運命の恋愛〜（上条シキ）

2021年
- アイドルマスター ポップリンクス（伊瀬谷四季）
- 時計仕掛けのアポカリプス（ユナカ・ギースベルト）
- アイドルマスター SideM GROWING STARS（2021年 - 2023年、伊瀬谷四季）
- Paradigm Paradox（伊吹）
- モンスターストライク（骸〈黄泉〉）

2022年
- 夢職人と忘れじの黒い妖精（キニス）
- even if TEMPEST 宵闇にかく語りき魔女（ミッチェル・ホワード）
- ライブ・ア・ヒーロー!（ロイカー）
- グーニャモンスター（オクト）

2023年
- アークナイツ（ミニマリスト）
- マブラヴ：ディメンションズ（テオドール・エーベルバッハ）

2024年
- モンソニ!（2024年 - 2025年、黄泉）
- カルドアンシェル（パンテーラ〈男性体〉）

時期未定
- 東京ディバンカー（恩田朝陽）

### ドラマCD
2014年
- RACK -13係の残酷器械-（エイジ）

2015年
- 紅茶王子（日曜大工研究会会員 他）※第4巻ドラマCD付初回限定版
- THE IDOLM@STER SideM ST@RTING LINE -03・04（伊瀬谷四季）
- 恋歌ロイド -オリジナルキャラクターソング＆シチュエーションCD Type1／律-（宅配業者）

2016年
- SolidS ドラマCD第2巻「-Two of a kind.-」（久我壱流）

2017年
- 恋するシェアハウス〜Which do you choose?〜（下山光）

2018年
- アオハルアイロニー　文化祭編 / キャラクターCD 北野夏生 / キャラクターCD 国領冬真（北野夏生）

2019年
- 8PドラマCD「モンスターカフェ」（死神）
- Bremüsik「音戯の譜〜CHRONICLE〜　Blinzen Parade」（フォーゲル・コンツェルト）

2020年
- 優しいパンツの脱がせ方（志田綾平）

### BLCD
2017年
- 恋するヤンキー（仙崎葵）
  - 恋するヤンキー2

2018年
- ケンカップル〜reversible relation〜（英辰季）
- 目を閉じても光は見えるよ（暁人）
- 誘惑のメソッド（レイジ）
- アワーハウスラブトラブル（勇助）
- 妊男〜男子校で妊娠した俺。（香月郁巳）

2019年
- 鬼が慕うは祟り神（椿丸）
- ファザー・ファッカー（鳴沢真）
- 優しいパンツの脱がせ方（志田綾平）
- 熱愛ジャッジ－再会で恋ははじまる－（穂野谷秋介）
- オオカミくんはこわくない（宇佐美黒兎）
- オマエは羊 Qpa edition（佐原佑也
- ところで今は何番目でしょうか。（川吉れんげ）
- 嫌いじゃないけど人間てコワイ!!（サッカー部マネージャーの淫魔 斎木万里）
- 三兄弟、おにいちゃんの恋（2019年ー2021年、ルイ）
  - 三兄弟、おにいちゃんの愛

- ただれた恋にはいたしません！（高良友博）

2020年
- サラブレッドはなびかない（宇佐美黒兎）
- 愛の本能に従え！（後家スオウ）

2022年
- お前に抱かれるなんて聞いてない！～ハマった男はAV男優（2022年－2025年、名取佑輝）
  - お前に抱かれるなんて聞いてない!〜ハマった男はAV男優2
  - お前に抱かれるなんて聞いてない!〜ハマった男はAV男優3

- イケメンの先輩が実は童貞で純情でした（橘大和）
- セックスドロップ（2022年－2023年、黄海知昭）
  - セックスドロップ２

2024年
- 星空を見つめたそのあとで（宮沢すばる）

### デジタルコミック
- 恋人ですけん!～大型犬は手が早い（2020年、小野原かずえ[89]）
- 小泉先生はみだされたくない（2022年、小泉勇輝）[90]
- 身ごもり契約花嫁〜ご執心社長に買われて愛を孕みました〜（2023年、名瀬圭[91]）
- 幼なじみがドMでツンデレなんですが（2024年、橘大和）[92]

### オーディオドラマ
- アイドルマスター SideM「315 PASSION CONTENTS」『CIRCLE OF DELIGHT 今日と明日とその先と』（2024年、伊瀬谷四季）

### 吹き替え

#### 映画
- 美女と野獣（2017年[93]）
- ホーンテッドマンション（2023年[94]）
- ドゥーニャとアレッポのお姫様（2023年、アイ、サミほか）

#### ドラマ
- ザ・ファイブ -残されたDNA-（2017年、幼少期のマーク）
- ビッグショット!（2021年、ルーカス）
- ユーフォリア/EUPHORIA（2021年、トロイ&ロイ〈タイラー・ティモン&トリスタン・ティモン〉[95]）
- Don't Leave Me〜孤独の連鎖〜（2024年、ディエゴ）
- ワイルドカード〜捜査バディは天才詐欺師!?〜 #7（2024年、JJ〈チャンス・ハーストフィールド〉）

#### アニメ
- おうこくのめいたんてい ミラ（2020年 - 、チク）

### ラジオ
※はインターネット配信。
- アイドルマスター SideM ラジオ 315プロNight!（2016年、ニコニコ生放送※）回替わりパーソナリティ
- キズナストライカー!ラジオストライカー キズナ活動報告部（2016年 - 2017年、アニメイトタイムズ※）
- A&Gリクエストアワー 阿澄佳奈のキミまち!（2017年 - 2019年、文化放送）※中継レポーター[96]
- MAN TWO MONTH RADIO 野上翔のひとりしゃべり うすしお味（2017年、AG-ON Premium※・超!A&G+※）
- 千葉翔也・野上翔の翔福翔来!!（2017年 - 2025年、超!A&G+※）
- くまがみ珈琲店〜プレミアムブレンド〜（2017年 - 、音泉※）[97]
- 8P Radio 〜新世界への道〜（2018年、アニメイトタイムズ※）[98]
- アニメージュ創刊40周年記念番組「MEMORIES〜メモリーズ〜」（2018年 - 2019年、公式HP内にて配信※）[99]

### ラジオCD
- DJCD「くまがみ珈琲店〜プレミアムブレンド〜」
  - ダミーヘッドマイク初心者野上・熊谷へのダミヘ指南[100]
  - テイスティングCD / 2杯目
  - 野上・熊谷のプレミアムな休日CD
- DJCD「村瀬くんと八代くん 〜声の人生はいろいろ〜」（ゲスト）

### テレビ番組
※はインターネット配信。
- モテ福（2016年、テレビ埼玉）床掃除担当 ダイさん 役、シェパードンの声、ラッピング16 役
- 8P channel 第1 - 15シーズン（2016年 - 、アニメイトチャンネル※ → Rakuten TV※）
- 野上翔・渡辺紘・深町寿成のドコ行く?（2017年 - 、ニコニコ生放送※）[101]

### 映像商品
- 声優DVD企画「人狼バトル」
  - 「〜人狼VS魔法使い〜」[102]
  - 「lies and the truth 2018 JUNE〜人狼VS怪盗〜」[103]
  - 「〜人狼VSスパイ〜」[104]
  - 「lies and the truth 2019 FEBRUARY〜人狼VS海賊〜」
  - 「lies and the truth 2019 August〜人狼VSエクソシスト〜」
- DVDリアル宝探し 〜海神ポセイドーンを封印せよ〜in 横浜・八景島シーパラダイス[105]
- DVD「ボドゲであそぼ」第1巻（ゲスト）
- DVD「MARINE SUPERNOVA 2018」
- DVD「くまがみ珈琲店〜プレミアムブレンド〜」2018年夏、初めての修行体験DVD
- 「TSUKIPRO LIVE 2018 SUMMER CARNIVAL」
- DVD「声優ボウリングランプリ2」[106]

### 朗読劇
2010年代
- ナマゴエLiveRadio旗揚げ公演「不完全な少年（ピノキヨ）～Unperfected Boy～」（2012年）
- レスティリズム -L'asterisme-（2018年、ルビー）
- 本格文學朗読演劇シリーズ第13弾 極上文學「こゝろ」（2018年、語り師）
- 声の優れた俳優によるドラマリーディング 日本文学名作選 第八弾「草枕 -漱石とグールド-」（2019年、大徹和尚 他）
- LIVE DRAMA「DOUBLE DARE STORIES」（2019年、縁）
- オリジナル朗読劇『文豪、そして殺人鬼』（2019年、一糸朱知）
- 朗読で描く海外名作シリーズ『レ・ミゼラブル』（2019年、マリウス）
- 日本の古典シリーズ朗読劇『源氏物語〜奥ゆかしき恋の果て〜』（2019年、光源氏）
- 声優朗読劇フォアレーゼン 岡山公演 / 岩手公演「建部清庵」（2019年）
- リーディングシェイクスピア「ロミオとジュリエット」（2019年、ベンヴォーリオ 他）

2020年代
- ハニーミルク5周年×Mixa BL朗読シリーズVol.4「気ままなアイツを飼いならせ」（2021年、環）
- Story Teller（Terror）「朗読・怪談」（2021年）
- 彼女が好きなものはホモであって僕ではない（2021年、ファーレンハイト）
- THE IDOLM@STER SideM PASSIONABLE READING SHOW -超常事変〜対立スル正義〜-（2023年、伊瀬谷四季）
- THE IDOLM@STER SideM PASSIONABLE READING SHOW ～天地四心伝～（2024年、伊瀬谷四季）
- 朗読劇「若きウェルテルの悩み」（2024年）

### その他
- THE IDOLM@STER SideM（伊瀬谷四季）
  - 2nd STAGE 〜ORIGIN@L STARS〜 Shining Side
  - 3rd Anniversary ST@RTING SIGNAL!!! 2017
  - スペシャルイベント「Five-St@r Party」
  - プロデューサーミーティング
  - 4th STAGE 〜TRE@SURE GATE〜
- マーブルリトルズ（アラン・レッドフォード、ルネ）[124]
  - -ぼくとキミと、ひと夏の舞台-[125]
  - 〜みんなでクリスマス〜[126]
  - 〜少年紳士はパンケーキと仮装がお好き？〜[127]
  - SUMMER FAN MEETING 2019[128]
- 女子力向上プロジェクトBBB バランス・ボール・ボーイズ（2017年、大地[129]）
- GANMA! ムービングコミック 人形峠（2018年、広瀬達也）
- 王様ジャングル（第147回 - 第258回[130][131]） - 不定期参加
- 千葉翔也・野上翔の翔福翔来!! ファンミーティング（2018年 - [132]）
- Mr.Shadowひみつのねずみ集会vol.1 - 3（2018年 - 2020年[133][134][135][136][137]）
- 野上翔の野上SHOW（2018年 - 2022年[138][139][140][141][142]）
- 朗読CD 野上翔の野上SHOW「看板のない洋菓子店 Vol.1 - Vol.10」（2019年 - 2021年[143][144][145][146]）
- アニメージュ40th Anniversary「Memories」公開録音（2019年）
- あやかし恋廻り×東京ジョイポリス キャストトークショー（2019年）
- MARINE SUPERNOVA LIVE 2019[147]
- 「8P」リーディングイベント 2019 spring[148]
- ボルフェス2019[149]
- 『今宵こんな片隅で…』第76回（2019年）
- やがて君になるスペシャルファンイベント「遠見東高校 生徒総会」（2019年）
- あやかし恋廻りファンミーティング 〜娯の章〜（2019年、楽久）[150]
- 山中真尋＆川原慶久のBeautiful Life！イベント BL謝肉祭（2019年）
- 「S.Q.P Ver.QUELL」（2019年、久我壱流）
- Next Generation Festival 2019[151]
- 声優ボイスアプリ『シチュカレ』（2020年、ウザかわカレシ・颯太[152][153]）
- サイコパスガール イン ヤクザランド PV（2020年、稲羽瑞穂）[154]

## ディスコグラフィ

### キャラクターソング
| 発売日   | 商品名                                                                                 | 歌 | 楽曲                                                                      | 備考                                                                                               |
| 2015年   | 2015年                                                                                 | 2015年 | 2015年                                                                    | 2015年                                                                                             |
| -------- | -------------------------------------------------------------------------------------- | --- | ------------------------------------------------------------------------- | -------------------------------------------------------------------------------------------------- |
| 7月22日  | THE IDOLM@STER SideM ST@RTING LINE -04 High×Joker                                      | High×Joker | 「HIGH JUMP NO LIMIT」 「JOKER↗オールマイティ」 「DRIVE A LIVE」          | ゲーム『アイドルマスター SideM』関連曲                                                             |
| 2016年   |                                                                                        | |                                                                           | |
| 7月13日  | THE IDOLM@STER SideM 2nd ANNIVERSARY DISC 01 DRAMATIC STARS & High×Joker               | DRAMATIC STARS & High×Joker | 「夜空を煌めく星のように」                                                | ゲーム『アイドルマスター SideM』関連曲                                                             |
| 7月13日  | THE IDOLM@STER SideM 2nd ANNIVERSARY DISC 01 DRAMATIC STARS & High×Joker               | High×Joker | 「OUR SONG -それは世界でひとつだけ-」                                     | ゲーム『アイドルマスター SideM』関連曲                                                             |
| 10月28日 | SolidSシリーズ QUELL「BELIEVER -祈り-」                                                | QUELL | 「BELIEVER～祈り～」 「時を越えて」 「HIKARI」                            | キャラクターCD『SQ』関連曲                                                                         |
| 2017年   |                                                                                        | |                                                                           | |
| 2月1日   | THE IDOLM@STER SideM ORIGIN@L PIECES 03                                                | 伊瀬谷四季（野上翔） | 「サイコーCOUNT UP!」                                                     | ゲーム『アイドルマスター SideM』関連曲                                                             |
| 2月1日   | Beyond The Dream                                                                       | 315プロダクション所属アイドル | 「Beyond The Dream」                                                      | ゲーム『アイドルマスター SideM』テーマソング                                                       |
| 2月1日   | Beyond The Dream                                                                       | 315プロダクション所属アイドル（フィジカル） | 「Beyond The Dream」                                                      | ゲーム『アイドルマスター SideM』テーマソング                                                       |
| 2月10日  | THE IDOLM@STER SideM 2nd ANNIVERSARY SOLO COLLECTION                                   | 伊瀬谷四季（野上翔） | 「OUR SONG -それは世界でひとつだけ-」                                     | ゲーム『アイドルマスター SideM』関連曲                                                             |
| 5月26日  | SQ「X Lied」vol.2 翼&壱流                                                              | 久我壱流（野上翔） | 「紅く染まる空」                                                          | キャラクターCD『SQ』関連曲                                                                         |
| 5月26日  | SQ ユニットソング「表裏」シリーズ『表QUELL』                                           | QUELL | 「WING」                                                                  | キャラクターCD『SQ』関連曲                                                                         |
| 6月30日  | SQ QUELL vol.2 「I saw a rainbow」                                                     | QUELL | 「Seafloor」 「砕かれた霞」 「蒼い水」                                    | キャラクターCD『SQ』関連曲                                                                         |
| 8月25日  | SQ ユニットソング「表裏」シリーズ『裏QUELL』                                           | QUELL | 「NEMOPHILA」                                                             | キャラクターCD『SQ』関連曲                                                                         |
| 10月20日 | Because you are                                                                        | QUELL | 「Because you are」                                                       | テレビアニメ『TSUKIPRO THE ANIMATION』主題歌                                                       |
| 11月15日 | THE IDOLM@STER SideM ANIMATION PROJECT 01「Reason‼」                                   | 315 STARS（DRAMATIC STARS、Beit、S.E.M、High×Joker、W、Jupiter） | 「Reason‼」                                                               | テレビアニメ『アイドルマスター SideM』オープニングテーマ                                           |
| 11月15日 | THE IDOLM@STER SideM ANIMATION PROJECT 01「Reason‼」                                   | Beit、High×Joker、W | 「夏時間グラフィティ」                                                    | テレビアニメ『アイドルマスター SideM』挿入歌                                                       |
| 2018年   |                                                                                        | |                                                                           | |
| 1月17日  | THE IDOLM@STER SideM ANIMATION PROJECT 06「Sunset★Colors」                             | High×Joker | 「Sunset★Colors」                                                         | テレビアニメ『アイドルマスター SideM』エンディングテーマ                                           |
| 1月17日  | THE IDOLM@STER SideM ANIMATION PROJECT 06「Sunset★Colors」                             | High×Joker | 「Reason!!」                                                              | テレビアニメ『アイドルマスター SideM』関連曲                                                       |
| 1月24日  | アイドルマスター SideM BD・DVD第2巻特典CD 315 St@rry Collaboration 02 〜High×Joker&W〜 | High×Joker、W | 「いつかこの瞬間に名前をつけるなら」                                      | テレビアニメ『アイドルマスター SideM』関連曲                                                       |
| 1月24日  | アイドルマスター SideM BD・DVD第2巻特典CD 315 St@rry Collaboration 02 〜High×Joker&W〜 | High×Joker | 「カレイド TOURHYTHM」                                                    | テレビアニメ『アイドルマスター SideM』関連曲                                                       |
| 1月26日  | TSUKIPRO THE ANIMATION BD・DVD第2巻特典CD                                              | QUELL | 「小さな世界」                                                            | テレビアニメ『TSUKIPRO THE ANIMATION』エンディングテーマ                                           |
| 1月31日  | THE IDOLM@STER SideM ANIMATION PROJECT 08「GLORIOUS RO@D」                             | 315 STARS（DRAMATIC STARS、Beit、S.E.M、High×Joker、Jupiter） | 「Beyond The Dream（第2話 Ver）」                                         | テレビアニメ『アイドルマスター SideM』エンディングテーマ                                           |
| 1月31日  | THE IDOLM@STER SideM ANIMATION PROJECT 08「GLORIOUS RO@D」                             | 315 STARS（DRAMATIC STARS、Beit、S.E.M、High×Joker、W、Jupiter） | 「DRIVE A LIVE（第13話 Ver）」                                            | テレビアニメ『アイドルマスター SideM』エンディングテーマ                                           |
| 1月31日  | THE IDOLM@STER SideM ANIMATION PROJECT 08「GLORIOUS RO@D」                             | 315 STARS（DRAMATIC STARS、Beit、S.E.M、High×Joker、W、Jupiter） | 「GLORIOUS RO@D」                                                         | テレビアニメ『アイドルマスター SideM』挿入歌                                                       |
| 3月23日  | TSUKIPRO THE ANIMATION BD・DVD第4巻特典CD                                              | QUELL | 「Above the best」                                                        | テレビアニメ『TSUKIPRO THE ANIMATION』エンディングテーマ                                           |
| 5月18日  | TSUKIPRO THE ANIMATION BD・DVD第6巻特典CD                                              | QUELL | 「ありがとう」                                                            | テレビアニメ『TSUKIPRO THE ANIMATION』エンディングテーマ                                           |
| 5月25日  | SQ QUELL 花鳥風月 鳥編                                                                 | 久我壱流（野上翔） | 「眠る大鴉」                                                              | キャラクターCD『SQ』関連曲                                                                         |
| 6月15日  | TSUKIPRO THE ANIMATION BD・DVD第7巻特典CD                                              | SOARA、Growth、SolidS、QUELL | 「Dear Dreamer,」                                                         | テレビアニメ『TSUKIPRO THE ANIMATION』エンディングテーマ                                           |
| 6月27日  | アイドルマスター SideM BD・DVD第7巻特典CD PASSION of the PASSION Sound Disc            | 天道輝（仲村宗悟）、ピエール（堀江瞬）、渡辺みのり（高塚智人）、伊瀬谷四季（野上翔）、蒼井享介（山谷祥生）、硲道夫（伊東健人）、若里春名（白井悠介）、舞田類（榎木淳弥） | 「315 Steelo!」                                                           | OVA『アイドルマスター SideM』挿入歌                                                                |
| 8月22日  | 天下統一恋の乱〜出陣！雑賀4人衆〜 主題歌CD&アニメDVD                                   | 四銃奏 | 「統一天下四銃奏」                                                        | Webアニメ『天下統一恋の乱〜出陣！雑賀4人衆〜』オープニングテーマ                                   |
| 8月22日  | 天下統一恋の乱〜出陣！雑賀4人衆〜 主題歌CD&アニメDVD                                   | 四銃奏 | 「タガタメニ」                                                            | Webアニメ『天下統一恋の乱〜出陣！雑賀4人衆〜』エンディングテーマ                                   |
| 9月28日  | SQ QUELL RE:START シリーズ2                                                            | 久我壱星（仲村宗悟）、久我壱流（野上翔） | 「Blue Fire Crater」                                                      | キャラクターCD『SQ』関連曲                                                                         |
| 11月14日 | THE IDOLM@STER SideM WakeMini! MUSIC COLLECTION 01                                     | 315 STARS（フィジカル Ver.） | 「LET'S GO!!」                                                            | テレビアニメ『アイドルマスター SideM 理由あってMini!』エンディングテーマ                           |
| 11月30日 | SQ QUELL RE:START シリーズ3                                                            | QUELL | 「Angel's Ladder」                                                        | キャラクターCD『SQ』関連曲                                                                         |
| 2019年   |                                                                                        | |                                                                           | |
| 2月22日  | SQ QUELL RE:START シリーズ5                                                            | 堀宮英知（西山宏太朗）、久我壱流（野上翔） | 「Fata Morgana」                                                          | キャラクターCD『SQ』関連曲                                                                         |
| 3月15日  | THE IDOLM@STER SideM WakeMini! SOLO COLLECTION 01 PHYSICAL Ver.                        | 伊瀬谷四季（野上翔） | 「LET'S GO!!」                                                            | テレビアニメ『アイドルマスター SideM 理由あってMini!』関連曲                                       |
| 4月26日  | SQ QUELL RE:START シリーズ6                                                            | QUELL | 「Double Shooting Stars」                                                 | キャラクターCD『SQ』関連曲                                                                         |
| 5月10日  | THE IDOLM@STER SideM 4th ANNIVERSARY DISC「LIVE in your SMILE / DREAM JOURNEY」        | DRAMATIC STARS、Jupiter、Beit、High×Joker、Café Parade、もふもふえん、F-LAGS | 「DREAM JOURNEY」                                                         | ゲーム『アイドルマスター SideM』関連曲                                                             |
| 6月26日  | アニマルズ・パレード                                                                   | キツネ（畠中祐）、フクロウ（野上翔）、タヌキ（八代拓）、ライオン（榎木淳弥）、ネズミ（ランズベリー・アーサー）、ヒツジ（髙坂篤志）、ウサギ（益山武明）、シロクマ（千葉翔也） | 「アニマルズ・パレード」                                                  | 朗読ドラマ『ぼくらのアニマル村』関連曲                                                             |
| 6月26日  | アニマルズ・パレード                                                                   | フクロウ（野上翔）、ウサギ（益山武明） | 「アニマルズ・パレード 〜星降る夜には〜」                                 | 朗読ドラマ『ぼくらのアニマル村』関連曲                                                             |
| 9月27日  | SQ「CARDS」シリーズ1巻 QUELL「CLUB」                                                   | QUELL | 「Club the Cage」 「水性のクローバー」                                    | キャラクターCD『SQ』関連曲                                                                         |
| 12月18日 | THE IDOLM@STER SideM 5th ANNIVERSARY DISC 01 PRIDE STAR                                | 315 ALLSTARS | 「PRIDE STAR」 「DRIVE A LIVE」 「Reason!!」 「GLORIOUS RO@D」            | ゲーム『アイドルマスター SideM』関連曲                                                             |
| 2020年   |                                                                                        | |                                                                           | |
| 3月6日   | THE IDOLM@STER SideM 5th ANNIVERSARY UNIT COLLECTION -PRIDE STAR-                      | High×Joker | 「PRIDE STAR」                                                            | ゲーム『アイドルマスター SideM』関連曲                                                             |
| 4月1日   | THE IDOLM@STER SideM WORLD TRE@SURE 13                                                 | 鷹城恭二（梅原裕一郎）、信玄誠司（増元拓也）、伊瀬谷四季（野上翔）、北村想楽（汐谷文康） | 「Welcome to Japan!」 「MEET THE WORLD!（JAPAN Ver.）」                   | ゲーム『アイドルマスター SideM LIVE ON ST@GE!』関連曲                                              |
| 4月22日  | THE IDOLM@STER SideM 5th ANNIVERSARY DISC 05 Altessimo&彩&High×Joker                   | High×Joker | 「SEASON IN THE FIVE」                                                    | ゲーム『アイドルマスター SideM』関連曲                                                             |
| 4月22日  | THE IDOLM@STER SideM 5th ANNIVERSARY DISC 05 Altessimo&彩&High×Joker                   | Altessimo、彩、High×Joker | 「Singing Explorers」                                                     | ゲーム『アイドルマスター SideM』関連曲                                                             |
| 7月31日  | SQ「CARDS」シリーズ 3巻 QUELL「HEART」                                                 | QUELL | 「Love You Forever」 「愛の希望」                                         | キャラクターCD『SQ』関連曲                                                                         |
| 8月26日  | THE IDOLM@STER SideM 5th ANNIVERSARY SOLO COLLECTION 04                                | 伊瀬谷四季（野上翔） | 「SEASON IN THE FIVE」                                                    | ゲーム『アイドルマスター SideM』関連曲                                                             |
| 8月28日  | Dear Dreamer, ver.QUELL                                                                | QUELL | 「Dear Dreamer,」                                                         | テレビアニメ『TSUKIPRO THE ANIMATION』関連曲                                                       |
| 10月28日 | PROJECT SCARD キャラクターソング ラン&ジン編                                           | ラン（益山武明）、ジン（野上翔） | 「羽翼已成」                                                              | 『PROJECT SCARD』関連曲                                                                            |
| 10月28日 | PROJECT SCARD キャラクターソング ラン&ジン編                                           | ジン（野上翔） | 「羽翼已成」                                                              | 『PROJECT SCARD』関連曲                                                                            |
| 11月27日 | SQ Neo X Lied vol.2 翼&壱流                                                            | 奥井翼（斉藤壮馬）、久我壱流（野上翔） | 「新たなCOLOR」                                                           | キャラクターCD『SQ』関連曲                                                                         |
| 2021年   |                                                                                        | |                                                                           | |
| 1月6日   | THE IDOLM@STER SideM NEW STAGE EPISODE:08 High×Joker                                   | High×Joker | 「Smiles In Wonderland!」 「NEXT STAGE!」                                 | ゲーム『アイドルマスター SideM』関連曲                                                             |
| 2月7日   | THE IDOLM@STER SideM UNIT COLLECTION -MEET THE WORLD!-                                 | 315 ALLSTARS | 「MEET THE WORLD!」                                                       | ゲーム『アイドルマスター SideM』関連曲                                                             |
| 2月7日   | THE IDOLM@STER SideM UNIT COLLECTION -MEET THE WORLD!-                                 | High×Joker | 「MEET THE WORLD!」                                                       | ゲーム『アイドルマスター SideM』関連曲                                                             |
| 2月24日  | プレイタの傷                                                                           | 甲斐ヤマト（ランズベリー・アーサー）、嵐柴カズマ（千葉翔也）、茶木縞カガミ（榎木淳弥）、鷲峰ラン（益山武明）、烏末ジン（野上翔）、龍眞コウガ（八代拓）、虎尊イツキ（畠中祐）、嵐柴エイジ（髙坂篤志） | 「プレイタの傷」                                                          | テレビアニメ『プレイタの傷』オープニングテーマ                                                     |
| 2月24日  | プレイタの傷                                                                           | 甲斐ヤマト（ランズベリー・アーサー）、嵐柴カズマ（千葉翔也）、茶木縞カガミ（榎木淳弥）、鷲峰ラン（益山武明）、烏末ジン（野上翔）、龍眞コウガ（八代拓）、虎尊イツキ（畠中祐）、嵐柴エイジ（髙坂篤志） | 「プレイタの傷 (yuzen remix)」 「プレイタの傷 (KTG remix)」               | テレビアニメ『プレイタの傷』関連曲                                                                 |
| 4月28日  | BUSTLING SHOW                                                                          | 甲斐ヤマト（ランズベリー・アーサー）、嵐柴カズマ（千葉翔也）、茶木縞カガミ（榎木淳弥）、鷲峰ラン（益山武明）、烏末ジン（野上翔）、龍眞コウガ（八代拓）、虎尊イツキ（畠中祐）、嵐柴エイジ（髙坂篤志） | 「BUSTLING SHOW」                                                         | テレビアニメ『プレイタの傷』エンディングテーマ                                                     |
| 4月28日  | BUSTLING SHOW                                                                          | 甲斐ヤマト（ランズベリー・アーサー）、嵐柴カズマ（千葉翔也）、茶木縞カガミ（榎木淳弥）、鷲峰ラン（益山武明）、烏末ジン（野上翔）、龍眞コウガ（八代拓）、虎尊イツキ（畠中祐）、嵐柴エイジ（髙坂篤志） | 「BUSTLING SHOW (yuzen remix)」 「BUSTLING SHOW (KTG remix)」             | テレビアニメ『プレイタの傷』関連曲                                                                 |
| 7月9日   | YOUR FREEDOM                                                                           | QUELL | 「YOUR FREEDOM」                                                          | テレビアニメ『TSUKIPRO THE ANIMATION 2』主題歌                                                     |
| 9月29日  | THE IDOLM@STER SideM GROWING SIGN@L 01 Growing Smiles!                                 | 315 ALLSTARS | 「Growing Smiles!」 「DRIVE A LIVE」 「Beyond The Dream」 「NEXT STAGE!」 | ゲーム『アイドルマスター SideM GROWING STARS』関連曲                                               |
| 11月26日 | TSUKIPRO THE ANIMATION2 BD・DVD第1巻特典CD                                             | QUELL | 「僕を誘う声」                                                            | テレビアニメ『TSUKIPRO THE ANIMATION2』エンディングテーマ                                          |
| 2022年   |                                                                                        | |                                                                           | |
| 1月8日   | THE IDOLM@STER SideM UNIT COLLECTION -Growing Smiles!-                                 | High×Joker | 「Growing Smiles!」                                                       | ゲーム『アイドルマスター SideM GROWING STARS』関連曲                                               |
| 1月28日  | TSUKIPRO THE ANIMATION2 BD・DVD第4巻特典CD                                             | 衛藤昂輝（土岐隼一）、藤村衛（寺島惇太）、久我壱星（仲村宗悟）、久我壱流（野上翔） | 「月野夏夢祭」                                                            | テレビアニメ『TSUKIPRO THE ANIMATION2』エンディングテーマ                                          |
| 2月25日  | TSUKIPRO THE ANIMATION2 BD・DVD第5巻特典CD                                             | QUELL | 「夜通しの黙考」                                                          | テレビアニメ『TSUKIPRO THE ANIMATION2』エンディングテーマ                                          |
| 3月12日  | THE IDOLM@STER SideM PASSION@TE FORMATION -PHYSICAL-                                   | 315 STARS（フィジカルVer.） | 「RED HOT BEAT!!」                                                        | ゲーム『アイドルマスター SideM GROWING STARS』関連曲                                               |
| 3月12日  | THE IDOLM@STER SideM PASSION@TE FORMATION -PHYSICAL-                                   | 伊瀬谷四季（野上翔） | 「RED HOT BEAT!!」                                                        | ゲーム『アイドルマスター SideM GROWING STARS』関連曲                                               |
| 7月20日  | THE IDOLM@STER SideM 49 ELEMENTS -01 High×Joker                                        | High×Joker | 「キセキ的 STARRY-TUNE!!!!!」                                             | ゲーム『アイドルマスター SideM GROWING STARS』関連曲                                               |
| 7月20日  | THE IDOLM@STER SideM 49 ELEMENTS -01 High×Joker                                        | 伊瀬谷四季（野上翔） | 「ハイパービリーバー!!」                                                  | ゲーム『アイドルマスター SideM GROWING STARS』関連曲                                               |
| 12月21日 | THE IDOLM@STER SideM GROWING SIGN@L 15 Take a StuMp!                                   | 315 ALLSTARS | 「Take a StuMp!」                                                         | ゲーム『アイドルマスター SideM GROWING STARS』関連曲                                               |
| 2023年   |                                                                                        | |                                                                           | |
| 2月11日  | THE IDOLM@STER SideM UNIT COLLECTION -Take a StuMp!-                                   | High×Joker | 「Take a StuMp!」                                                         | ゲーム『アイドルマスター SideM GROWING STARS』関連曲                                               |
| 3月8日   | THE IDOLM@STER SideM GROWING SIGN@L 18 High×Joker                                      | High×Joker | 「JOYFUL HEART MAKER」 「Toward Pole Star」                               | ゲーム『アイドルマスター SideM GROWING STARS』関連曲                                               |
| 3月11日  | 幻想のUtopia/安寧のDystopia                                                            | 天ヶ瀬冬馬（寺島拓篤）、伊集院北斗（神原大地）、都築圭（土岐隼一）、神楽麗（永野由祐）、渡辺みのり（高塚智人）、信玄誠司（増元拓也）、華村翔真（バレッタ裕）、清澄九郎（中田祐矢）、伊瀬谷四季（野上翔）、神谷幸広（狩野翔）、卯月巻緒（児玉卓也）、水嶋咲（小林大紀）、橘志狼（古畑恵介）、舞田類（榎木淳弥）、山下次郎（中島ヨシキ）、円城寺道流（濱野大輝）、兜大吾（浦尾岳大）、九十九一希（比留間俊哉）、葛之葉雨彦（笠間淳）、北村想楽（汐谷文康） | 「安寧のDystopia」                                                        | 舞台『THE IDOLM@STER SideM PASSIONABLE READING SHOW -超常事変〜対立スル正義〜-』エンディングテーマ |
| 3月14日  | precious love                                                                          | 315 STARS | 「precious love」                                                         | ゲーム『アイドルマスター SideM GROWING STARS』関連曲                                               |
| 10月28日 | THE IDOLM@STER SideM GROWING SIGN@L SOLO COLLECTION 03                                 | 伊瀬谷四季（野上翔） | 「JOYFUL HEART MAKER」                                                    | ゲーム『アイドルマスター SideM GROWING STARS』関連曲                                               |
| 10月28日 | THE IDOLM@STER SideM 8th STAGE THEME SONG「Hands & Claps!」                            | 315 ALLSTARS | 「Hands & Claps!」                                                        | ライブイベント『THE IDOLM@STER SideM 8th STAGE 〜ALL H@NDS TOGETHER〜』テーマソング                |
| 10月28日 | THE IDOLM@STER SideM 8th STAGE THEME SONG「Hands & Claps!」                            | 315 STARS（フィジカルVer.） | 「Hands & Claps!」                                                        | ライブイベント『THE IDOLM@STER SideM 8th STAGE 〜ALL H@NDS TOGETHER〜』テーマソング                |
| 2024年   |                                                                                        | |                                                                           | |
| 5月29日  | THE IDOLM@STER SideM CIRCLE OF DELIGHT 12 High×Joker                                   | High×Joker | 「POPPIN' PLANET」「セブンデイズ・アルペジオ」                            | ゲーム『アイドルマスター SideM』関連曲                                                             |

### その他参加楽曲
| 発売日        | 商品名                          | 歌                                   | 楽曲                                                               | 備考                                         |
| ------------- | ------------------------------- | ------------------------------------ | ------------------------------------------------------------------ | -------------------------------------------- |
| 2017年5月10日 | 「8P channel 2」OP&ED CD        | 8P                                   | 「Jumping Smlile」                                                 | 『8P channel 2』オープニングテーマ           |
| 2017年5月10日 | 「8P channel 2」OP&ED CD        | 8P                                   | 「FULL VOLUME!!」                                                  | 『8P channel 2』エンディングテーマ           |
| 2017年6月7日  | 「8P」ユニットソングCD Vol.4    | 野上翔、八代拓                       | 「ダブルスターライト」                                             | 『8P channel』関連曲                         |
| 2017年6月7日  | 「8P」ユニットソングCD Vol.4    | 野上翔                               | 「Make up lip」                                                    | 『8P channel』関連曲                         |
| 2018年11月7日 | CV                              | 野上翔、髙坂篤志、益山武明、千葉翔也 | 「MYSTIC SECRET」                                                  | 『8P channel』関連曲                         |
| 2018年11月7日 | CV                              | 野上翔、髙坂篤志                     | 「月の下で電話して」                                               | 『8P channel』関連曲                         |
| 2018年11月7日 | Chance!/ブラックアウト          | Kashicomi                            | 「Chance!」 「ブラックアウト」                                     | ラジオ『千葉翔也・野上翔の翔福翔来!!』関連曲 |
| 2019年2月20日 | Am                              | Kashicomi                            | 「LOVELESS」 「Fly High!」 「You are my only star」 「桜色レイン」 | ラジオ『千葉翔也・野上翔の翔福翔来!!』関連曲 |
| 2019年8月23日 | Happy Glitter                   | 野上翔                               | 「切ないけどグラデーション」                                       | 『8P channel』関連曲                         |
| 2019年8月23日 | Happy Glitter                   | 8P                                   | 「Happy Glitter」                                                  | 『8P channel』関連曲                         |
| 2020年7月22日 | 8P ユニットソングドラマCD Vol.3 | 野上翔、ランズベリー・アーサー       | 「What is human?」                                                 | 『8P channel』関連曲                         |
| 2021年6月30日 | CV:2                            | CrowS                                | 「Trigger Again」                                                  | 『8P channel』関連曲                         |
| 2021年6月30日 | CV:2                            | 8P                                   | 「Clover's Xmas」                                                  | 『8P channel』関連曲                         |
| 2021年6月30日 | CV:2                            | 野上翔、千葉翔也                     | 「君になつ恋！」                                                   | 『8P channel』関連曲                         |
| 2021年7月28日 | Course of my fate               | 8P                                   | 「Course of my fate」 「終わらないBlooming」 「FROM THIS PLACE」   | ゲーム『Paradigm Paradox』主題歌             |